# Не йди (фільм)
«Не йди» (італ. Non ti muovere) — драма режисера Серджіо Кастеллітто, яка вийшла на екрани у 2004 році. Це екранізація однойменного роману Маргарет Мадзантіні.

## Сюжет
Тімотео (Серджіо Кастеллітто), хірург, який отримує шокуючу звістку, що його п'ятнадцяти річна дочка Анджела (Елена Періно), була важко поранена під час аварії на мотоциклі. Під час операції, Тімотео виглядає у вікно, щоб побачити (або уявити, що бачить) жінку, яка, під дощем на вулиці, сідає на стілець спиною до нього. Він помічає її червоні черевички на підборах і відвертається, не вірячи, показуючи цим, що вони йому знайомі. Його подальші спогади про колишній роман і становлять решту фільму.
Наступна сцена показує Тімотео, який сидить у барі в незнайомій місцевості у спекотний день. Італія (Пенелопа Крус), жінка албанського походження, яка працює в барі, і носить червоні туфлі на підборах, пропонує йому зробити важливий для нього дзвінок із свого дому. П'яний Тімотео ґвалтує Італію в неї вдома, та пізніше закохується в неї. Серед багатьох речей, які він вивчає про неї, він дізнається, що в дитинстві вона піддалась сексуальному насильству із продавцем суконь (який, як пізніше з'ясувалось, був її батьком). Він вирішує покинути свою дружину Ельзу (Клаудія Джеріні) і розповідає про це Італії. І тоді коли він тільки хотів вийти сухим із води, він дізнається, що Ельза вагітна. В той час Італія також дізнається, що носить його дитину. Зараз Тімотео у дуже складній ситуації, не може наважитись, щоб протистояти Ельзі у її стані.
Не знаючи про це, усі вагання Тімотео Італія розуміє лише як відсутність прихильності до її стану, і залишається з розбитим серцем через цю зраду. Тімотео зустрічає слабку Італію, яка несамовито танцює біля свого будинку. На його докори, Італія розповідає йому, що зробила аборт у циган, і додає, що це було на краще, оскільки з неї ніколи б не вийшла хороша мати. Після такого розвитку подій, збентежений Тімотео повертається додому, до своєї вагітної дружини.
Через кілька місяців, Тімотео, ходячи по магазинах зі своєю дружиною, яка вже повинна народити, зустрічає Італію в натовпі і кидається за нею. Після того як він її наздогнав, Тімотео вибачається перед Італією, просячи пробачення за весь біль, який він їй завдав. Після того, як вона спочатку жорстоко відреагувала, Італія розповідає йому, що вона тепер знає чому він не зміг покинути свою дружину і що вона все розуміє. Тімотео дізнається, що Італія скоро переїде до іншого міста.
Наступного ранку Тімотео пропонує відвезти Італію до її міста. Під час подорожі його почуття до Італії лише міцнішають і він зізнається їй, що хотів би одружитись з нею і оселитись в новому місті. Обідаючи, Тімотео одружує себе на Італії і звертається до неї, як «моя дружина», говорячи з офіціанткою.
Тієї ночі він прокидається від крику Італії, яка стогне від нестерпного болю в животі. Її швидко відвозять до місцевої лікарні, де ультразвукове обстеження показує, що весь її живіт заповнений кров'ю через невдалий аборт. Відчайдушний Тімотео починає оперувати Італію. Та вона помирає, прийшовши лише раз до тями.
Його спогади перериває медсестра, яка сповіщає, що стан його дочки стабілізувався. Разом із дружиною він відвідує її. В фінальній сцені, заспокоєний Тімотео, бере червоний черевичок на підборах, який вона загубила по дорозі до лікарні, і який в похоронному бюро відмовились класти у вже закриту труну, і який він старанно зберігав. Він цілує його, як знак подяки.

## У ролях
- Пенелопа Крус — Італія
- Серджіо Кастеллітто — Тімотео
- Клаудія Джеріні — Ельза
- Анджела Фінокьяро — Ада
- Марко Джалліні — Манліо
- Пєтро де Сільва — Альфредо
- Елена Періно — Анджела